# 종이비행기 (2018년 영화)
"종이비행기"는 2018년에 개봉한 대한민국의 영화이다.
연예인 및 연예인 지망생을 스폰서에게 성 상납하는 비리를 다룬 고발성 영화로 '장자연 사건'을 모티브로 하였다.

## 캐스팅
- 주가을 : 혜원 역
- 예슬비 : 세빈 역
- 송보배 : 은슬 역
- 윤은지 : 사라 역
- 민준호 : 계 실장 역
- 위명우 : 장 사장 역
- 조현진 : 은 실장 역
- 한솔 : 수현 역
- 최라윤 : 하선생 역
- 김린 : 으뜸 역
- 김지윤 : 점례 역
- 정해솔 : 유진 역
- 신하은 : 영자 역
- 유세빈 : 샛별 역
- 윤아진 : 아진 역
- 윤상이 : 황비 역
- 윤소담 : 봉선 역
- 김소희 : 소희 역
- 윤지혜 : 담임 역
- 이명진 : 명진 역
- 이슬 : 정원 역
- 민지환
- 최재원
- 김순영
- 박경준
- 김예린